# Северо-Кавказский федеральный округ
Се́веро-Кавка́зский федера́льный о́круг (СКФО) — федеральный округ Российской Федерации на юге европейской части России, в центральной и восточной части Северного Кавказа.
В состав Северо-Кавказского федерального округа входят 7 субъектов РФ с площадью 170 439 км² (1 % от территории РФ) и населением 10 310 935 чел. (7,06 % от населения РФ на 1 января 2025 года). Административный центр СКФО — город Пятигорск.

## История
Первоначально Северо-Кавказским федеральным округом именовался федеральный округ, образованный указом президента России Владимира Путина от 13 мая 2000 года № 849, однако, уже 21 июня того же года этот округ был переименован и получил своё нынешнее название — Южный федеральный округ.
В своём современном виде — в качестве отдельного федерального округа — Северо-Кавказский федеральный округ был образован указом президента России Дмитрия Медведева от 19 января 2010 года, путём выделения части субъектов из состава Южного федерального округа. В новый округ вошло 7 российских регионов (см. список). Центром округа был установлен город Пятигорск (что сделало его единственным центром федерального округа, не являющимся одновременно административным центром субъекта федерации), однако, с апреля 2010 года по июнь 2011 года резиденция полномочного представителя Президента в СКФО временно располагалась в Ессентуках. В сентябре 2010 года Правительство Российской Федерации утвердило Комплексную стратегию социально-экономического развития СКФО до 2025 года.

## Состав округа
Северо-Кавказский федеральный округ включает в себя 6 республик и 1 край, являясь единственным в России федеральным округом, не имеющим в своём составе областей.
| Северо-Кавказский федеральный округ | Северо-Кавказский федеральный округ | Северо-Кавказский федеральный округ | Северо-Кавказский федеральный округ | Северо-Кавказский федеральный округ: физико-географическая карта | Северо-Кавказский федеральный округ: физико-географическая карта | Северо-Кавказский федеральный округ: физико-географическая карта | Северо-Кавказский федеральный округ: физико-географическая карта |
| №                                   | Флаг                                | Субъект Федерации                   | Площадь (км²)                       | Население (чел.)                                                 | ВРП, млрд.руб. (2016)                                            | ВРП на душу населения, тыс.руб./чел. (2016)                      | Админ. центр и его население (чел.)                              |
| ----------------------------------- | ----------------------------------- | ----------------------------------- | ----------------------------------- | ---------------------------------------------------------------- | ---------------------------------------------------------------- | ---------------------------------------------------------------- | ---------------------------------------------------------------- |
| 1                                   |                                     | Республика Дагестан                 | 50 270                              | ↗3 259 890                                                       | 597,1                                                            | 197,1                                                            | Махачкала (625 322)                                              |
| 2                                   |                                     | Республика Ингушетия                | 3123                                | ↗534 491                                                         | 50,9                                                             | 106,8                                                            | Магас (19 199)                                                   |
| 3                                   |                                     | Кабардино-Балкарская Республика     | 12 470                              | ↗908 214                                                         | 132,7                                                            | 153,7                                                            | Нальчик (245 588)                                                |
| 4                                   |                                     | Карачаево-Черкесская Республика     | 14 277                              | ↗468 599                                                         | 73,2                                                             | 156,6                                                            | Черкесск (112 952)                                               |
| 5                                   |                                     | Республика Северная Осетия — Алания | 7987                                | ↘678 826                                                         | 125,5                                                            | 178,4                                                            | Владикавказ (293 287)                                            |
| 6                                   |                                     | Ставропольский край                 | 66 160                              | ↘2 884 363                                                       | 651,9                                                            | 232,6                                                            | Ставрополь (562 964)                                             |
| 7                                   |                                     | Чеченская Республика                | 16 171                              | ↗1 576 552                                                       | 166,7                                                            | 118,7                                                            | Грозный (399 286)                                                |

До 19 января 2010 года все указанные выше субъекты входили в Южный федеральный округ.

### Общая карта
Легенда карты:
|  | от 500 000 чел.            |
|  | от 250 000 до 500 000 чел. |
|  | от 100 000 до 250 000 чел. |
|  | от 50 000 до 100 000 чел.  |

## География
Северо-Кавказский федеральный округ является наименьшим по площади федеральным округом России. По суше он граничит с Южным федеральным округом, а также с Абхазией, Азербайджаном, Грузией и Южной Осетией. С Казахстаном округ граничит только по воде.
На востоке федеральный округ ограничен Каспийским морем, на юге — Главным Кавказским хребтом и границами с Грузией и Азербайджаном, на западе и севере — внутрироссийскими административными границами (Южный ФО). Выхода к мировому океану округ не имеет.

## Население
Численность населения округа по данным Росстата составляет 10 310 935 чел. (2025), что составляет 7,06 % населения России. Плотность населения — 60,50 чел./км² (2025), высокая по российским меркам, и уступает только Центральному федеральному округу (61,98 чел./км²). Городское население — 
49,99 % (2022). Для округа характерен рекордный для российских федеральных округов рост численности населения. Округ имеет самую высокую продолжительность жизни в России: в 2019 году средняя ожидаемая продолжительность жизни составила 76,64 года, но к 2021 году, следуя общей динамике, сократилась до 73,79 лет.

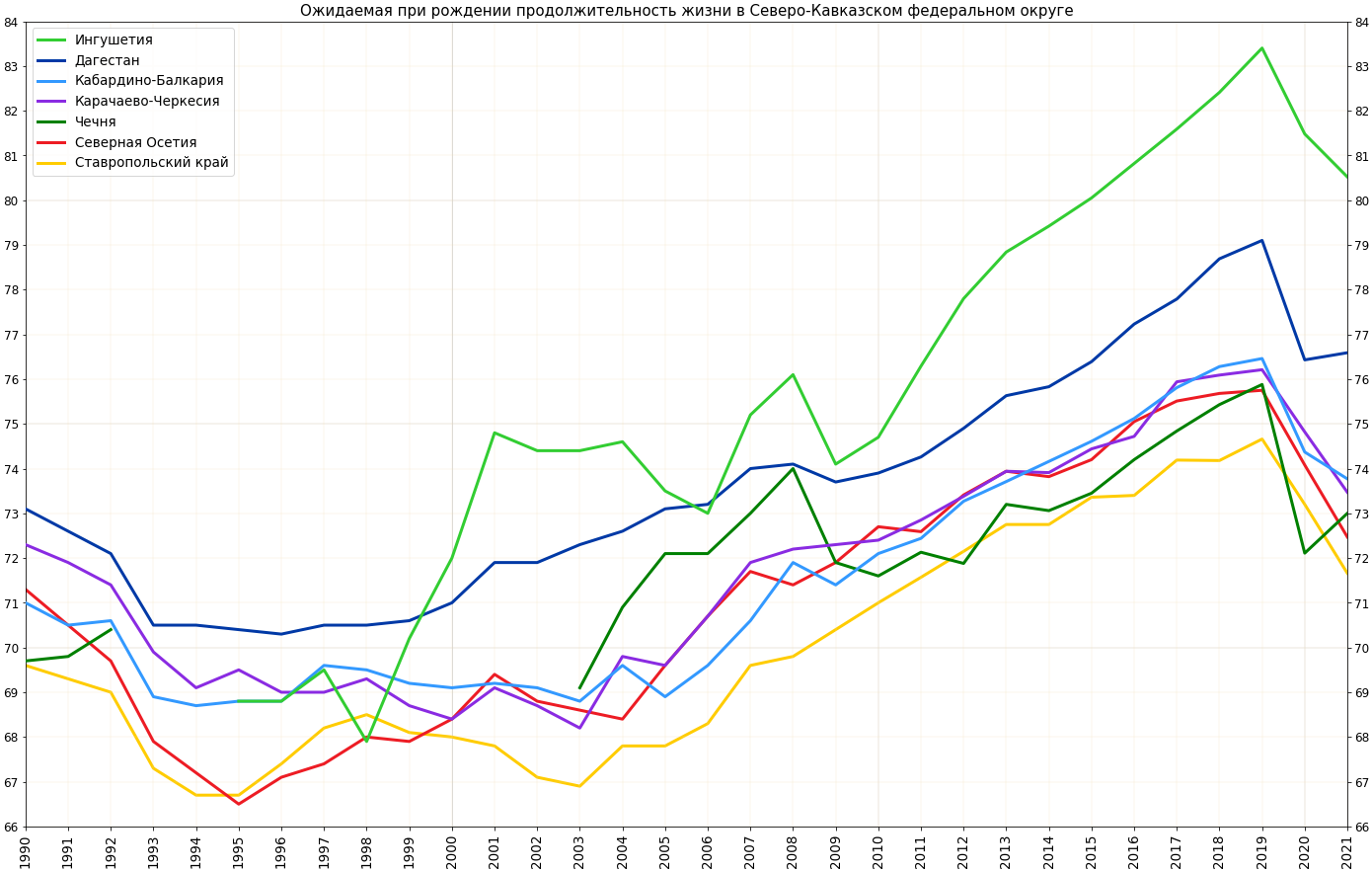
Ожидаемая при рождении продолжительность жизни в субъектах Северо-Кавказского федерального округа, 1990—2021 годы

| 2010        | 2011        | 2012       | 2013       | 2014        | 2015        | 2016        |
| ----------- | ----------- | ---------- | ---------- | ----------- | ----------- | ----------- |
| 9 428 826   | ↗9 439 041  | ↗9 492 909 | ↗9 540 758 | ↗9 590 085  | ↗9 659 044  | ↗9 718 001  |
| 2017        | 2018        | 2019       | 2020       | 2021        | 2022        | 2023        |
| ↗9 775 770  | ↗9 823 481  | ↗9 866 748 | ↗9 930 933 | ↗10 171 434 | ↗10 174 103 | ↗10 205 730 |
| 2024        | 2025        |            |            |             |             |             |
| ↗10 251 083 | ↗10 310 935 |            |            |             |             |             |

| Рождаемость (число родившихся на 1000 человек населения) | Рождаемость (число родившихся на 1000 человек населения) | Рождаемость (число родившихся на 1000 человек населения) | Рождаемость (число родившихся на 1000 человек населения) | Рождаемость (число родившихся на 1000 человек населения) | Рождаемость (число родившихся на 1000 человек населения) | Рождаемость (число родившихся на 1000 человек населения) | Рождаемость (число родившихся на 1000 человек населения) | Рождаемость (число родившихся на 1000 человек населения) |
| 1970                                                     | 1980                                                     | 1990                                                     | 1995                                                     | 2000                                                     | 2005                                                     | 2006                                                     | 2007                                                     | 2008                                                     |
| -------------------------------------------------------- | -------------------------------------------------------- | -------------------------------------------------------- | -------------------------------------------------------- | -------------------------------------------------------- | -------------------------------------------------------- | -------------------------------------------------------- | -------------------------------------------------------- | -------------------------------------------------------- |
| 20,1                                                     | ↗20,3                                                    | ↘20,1                                                    | ↘15                                                      | ↘12,1                                                    | ↗13,9                                                    | →13,9                                                    | ↗15,8                                                    | ↗17                                                      |
| 2009                                                     | 2010                                                     | 2011                                                     | 2012                                                     | 2013                                                     | 2014                                                     |                                                          |                                                          |                                                          |
| ↗17,1                                                    | ↗17,2                                                    | ↗17,3                                                    | ↗17,4                                                    | ↘17,2                                                    | ↗17,3                                                    |                                                          |                                                          |                                                          |

| Смертность (число умерших на 1000 человек населения) | Смертность (число умерших на 1000 человек населения) | Смертность (число умерших на 1000 человек населения) | Смертность (число умерших на 1000 человек населения) | Смертность (число умерших на 1000 человек населения) | Смертность (число умерших на 1000 человек населения) | Смертность (число умерших на 1000 человек населения) | Смертность (число умерших на 1000 человек населения) | Смертность (число умерших на 1000 человек населения) |
| 1970                                                 | 1980                                                 | 1990                                                 | 1995                                                 | 2000                                                 | 2005                                                 | 2006                                                 | 2007                                                 | 2008                                                 |
| ---------------------------------------------------- | ---------------------------------------------------- | ---------------------------------------------------- | ---------------------------------------------------- | ---------------------------------------------------- | ---------------------------------------------------- | ---------------------------------------------------- | ---------------------------------------------------- | ---------------------------------------------------- |
| 7,3                                                  | ↗8,7                                                 | ↗9                                                   | ↗10,6                                                | ↘10,2                                                | ↘9,4                                                 | ↘9,3                                                 | ↘8,8                                                 | ↘8,7                                                 |
| 2009                                                 | 2010                                                 | 2011                                                 | 2012                                                 | 2013                                                 | 2014                                                 |                                                      |                                                      |                                                      |
| ↗8,9                                                 | ↘8,5                                                 | ↘8,4                                                 | ↘8,2                                                 | ↘8                                                   | ↗8,1                                                 |                                                      |                                                      |                                                      |

| Естественный прирост населения (на 1000 человек населения, знак (-) означает естественную убыль населения) | Естественный прирост населения (на 1000 человек населения, знак (-) означает естественную убыль населения) | Естественный прирост населения (на 1000 человек населения, знак (-) означает естественную убыль населения) | Естественный прирост населения (на 1000 человек населения, знак (-) означает естественную убыль населения) | Естественный прирост населения (на 1000 человек населения, знак (-) означает естественную убыль населения) | Естественный прирост населения (на 1000 человек населения, знак (-) означает естественную убыль населения) | Естественный прирост населения (на 1000 человек населения, знак (-) означает естественную убыль населения) | Естественный прирост населения (на 1000 человек населения, знак (-) означает естественную убыль населения) | Естественный прирост населения (на 1000 человек населения, знак (-) означает естественную убыль населения) |
| 1970 | 1980 | 1990 | 1995 | 2000 | 2005 | 2006 | 2007 | 2008 |
| --- | --- | --- | --- | --- | --- | --- | --- | --- |
| 12,8 | ↘11,6 | ↘11,1 | ↘4,4 | ↘1,9 | ↗4,5 | ↗4,6 | ↗7 | ↗8,3 |
| 2009 | 2010 | 2011 | 2012 | 2013 | 2014 | | | |
| ↘8,2 | ↗8,7 | ↗8,9 | ↗9,2 | →9,2 | →9,2 | | | |

| Ожидаемая продолжительность жизни при рождении (число лет) | Ожидаемая продолжительность жизни при рождении (число лет) | Ожидаемая продолжительность жизни при рождении (число лет) | Ожидаемая продолжительность жизни при рождении (число лет) | Ожидаемая продолжительность жизни при рождении (число лет) |
| 2009                                                       | 2010                                                       | 2011                                                       | 2012                                                       | 2013                                                       |
| ---------------------------------------------------------- | ---------------------------------------------------------- | ---------------------------------------------------------- | ---------------------------------------------------------- | ---------------------------------------------------------- |
| 72                                                         | ↗72,2                                                      | ↗72,6                                                      | ↗73,2                                                      | ↗74                                                        |

### Национальный состав
Северо-Кавказский федеральный округ — единственный округ, в котором русские (и славяне в целом) не составляют подавляющее большинство населения (менее трети). В шести регионах округа из семи титульная нация преобладает над русскими, в Ингушетии — русские занимают лишь третье место после ингушей и чеченцев, а в Дагестане — восьмое. Единственный регион в СКФО, большинство населения которого составляют русские — Ставропольский край.
По данным переписи населения 2010 года в шести республиках Северного Кавказа (Дагестан, Ингушетия, Кабардино-Балкария, Карачаево-Черкесия, Северная Осетия-Алания, Чеченская республика) 621 887 человек определили свою национальность как русские. Всего на вопрос о национальности в этих республиках ответили 6 606 378 человек, таким образом доля русских в республиках Северного Кавказа составила менее 9,41 % от определивших свою национальность.
По результатам переписи 2020—2021 гг., по данным Росстата, национальный состав округа следующий:
Всего — 10 171 434 чел.
- Русские — 2 857 851 (28 %)
- Чеченцы — 1 586 720 (15,6 %)
- Аварцы — 972 703 (9,5 %)
- Даргинцы — 582 255 (5,7 %)
- Кумыки — 532 848 (5,2 %)
- Кабардинцы — 502 817 (5 %)
- Ингуши — 501 544 (5 %)
- Осетины — 455 765 (4,4 %)
- Лезгины — 426 869 (4,2 %)
- Карачаевцы — 222 211 (2,2 %)
- Лакцы — 165 737 (1,6 %)
- Армяне — 156 417 (1,5 %)
- Азербайджанцы — 136 950 (1,3 %)
- Табасараны — 135 694 (1,3 %)
- Балкарцы — 122 831 (1,2 %)
- Черкесы — 88 075 (0,86 %)
- Ногайцы — 80 040 (0,78 %)
- Цыгане — 45 035(0,44 %)
- Абазины — 40 478(0,39 %)
- Турки — 36 041 (0,35 %)
- Агулы — 31 012 (0,3 %)
- Рутульцы — 29 200 (0,28 %)
- Татары — 15 276 (0,15 %)
- другие — 447 065 (4,4 %)

### Языки
По этно-языковому составу преобладают следующие группы и семьи:
1. Северо-кавказская семья — 4 532 498 чел.(48,07 %)
  1. Дагестанская группа — 2 170 329 (23,02 %)
  2. Нахская группа — 1 755 129 (18,61 %)
  3. Абхазо-адыгская группа — 607 040 (6,44 %)
2. Индоевропейская семья — 3 682 392 (39,05 %)
  1. Славянская группа — 2 908 236 (30,84 %)
  2. Иранская группа — 492 056 (5,22 %)
  3. Армянская группа — 190 826 (2,02 %)
3. Тюркская семья — 1 107 851 (11,75 %)
4. Картвельская семья — 19 696 (0,21 %)
5. Корейцы — 12 551 (0,13 %);
6. Уральская семья — 5 079 (0,05 %)

Этноязыковый состав регионов Северо-Кавказского федерального округа (в %, 2010 год):
| семья или группа       | Северо-Кавказский Ф. О. | Дагестан | Ингушетия | Кабардино-Балкария | Карачаево-Черкесия | Северная Осетия | Чечня   | Ставропольский край |
| ---------------------- | ----------------------- | -------- | --------- | ------------------ | ------------------ | --------------- | ------- | ------------------- |
| Северокавказская семья | 48,07 %                 | 74,42 %  | 98,11 %   | 58,25 %            | 20,25 %            | 5,18 %          | 95,96 % | 3,94 %              |
| Славянская группа      | 30,84 %                 | 3,64 %   | 0,81 %    | 23,15 %            | 31,93 %            | 21,23 %         | 1,96 %  | 81,51 %             |
| Тюркская семья         | 11,75 %                 | 20,91 %  | 0,27 %    | 15,14 %            | 45,04 %            | 3,56 %          | 1,70 %  | 3,80 %              |
| Иранская группа        | 5,22 %                  | 0,08 %   | 0,03 %    | 1,19 %             | 0,72 %             | 64,58 %         | 0,05 %  | 0,53 %              |
| Армянская группа       | 2,02 %                  | 0,17 %   | 0,00 %    | 0,58 %             | 0,57 %             | 2,28 %          | 0,04 %  | 5,79 %              |

## Крупные города
Крупнейшим городом СКФО является Махачкала, ещё несколько городов (Ставрополь, Владикавказ, Грозный, Нальчик, Хасавюрт) также крупнее административного центра округа — Пятигорска, что делает его одним из трёх центров федерального округа в России, не являющихся крупнейшим населённым пунктом округа (хотя Пятигорск является логистическим центром крупнейшей в СКФО агломерации КавМинВоды).
Населённые пункты с численностью населения более 40 тысяч человек
| Махачкала   | ↗625 322 |
| Ставрополь  | ↗562 964 |
| Грозный     | ↗399 286 |
| Владикавказ | ↗293 287 |
| Нальчик     | ↘245 588 |
| Хасавюрт    | ↗161 114 |
| Пятигорск   | ↘142 895 |
| Каспийск    | ↗133 105 |

| Дербент      | ↗128 141 |
| Кисловодск   | ↘125 931 |
| Назрань      | ↗127 994 |
| Ессентуки    | ↗124 038 |
| Невинномысск | ↘113 112 |
| Черкесск     | ↗112 952 |
| Михайловск   | ↗113 701 |

| Буйнакск         | ↗70 190 |
| Минеральные Воды | ↘68 761 |
| Гудермес         | ↗66 352 |
| Урус-Мартан      | ↗65 698 |
| Сунжа            | ↗63 378 |
| Георгиевск       | ↘61 046 |
| Прохладный       | ↘60 009 |

| Избербаш   | ↗59 275 |
| Шали       | ↗57 060 |
| Будённовск | ↘56 258 |
| Кизляр     | ↗51 197 |
| Карабулак  | ↗44 643 |
| Аргун      | ↗43 456 |
| Баксан     | ↗40 276 |

## Полномочные представители президента Российской Федерациив СКФО
- Хлопонин, Александр Геннадиевич (19 января 2010 / 21 мая 2012 — 12 мая 2014)[61][62][63]
- Меликов, Сергей Алимович (12 мая 2014 — 28 июля 2016)[64][65]
- Белавенцев, Олег Евгеньевич (28 июля 2016 — 26 июня 2018)[66][67]
- Матовников, Александр Анатольевич (26 июня 2018 — 22 января 2020)[68]
- Чайка, Юрий Яковлевич (с 22 января 2020)[69]